# Новополтавский сельский совет (Запорожская область)
Новополтавский сельский совет (укр. Новополтавська сільська рада) — входит в состав
Бердянского района
Запорожской области
Украины.
Административный центр сельского совета находится в 
с. Новополтавка.

## История
- 1959 — дата образования.

## Населённые пункты совета
- с. Новополтавка
- с. Заря